# 63440 Rozek
63440 Rozek este o planetă minoră (asteroid) din Inner Main Belt⁠(d). A fost descoperită pe 30 iunie 2001 la Stația Anderson Mesa de Lowell Observatory Near-Earth-Object Search și a fost numită după Agata Rożek⁠(d). 
Obiectul prezintă o orbită caracterizată de o semiaxă mare de 1,9381071491529 UAi, o excentricitate de 0,088285882179249, o înclinație de 19,986565249161 ° în raport cu ecliptica.